# Лобах
Лобах (њем. Lobbach) општина је у њемачкој савезној држави Баден-Виртемберг. Једно је од 54 општинска средишта округа Рајн-Некар. Према процјени из 2010. у општини је живјело 2.401 становника. Посједује регионалну шифру (AGS) 8226104.

## Географски и демографски подаци
Лобах се налази у савезној држави Баден-Виртемберг у округу Рајн-Некар. Општина се налази на надморској висини од 216 метара. Површина општине износи 14,9 km². У самом мјесту је, према процјени из 2010. године, живјело 2.401 становника. Просјечна густина становништва износи 161 становника/km².

## Међународна сарадња
| Мјесто | Држава    | Врста сарадње | Од    |
| ------ | --------- | ------------- | ----- |
|        | Француска | партнерство   | 1996. |
| Извор  |           |               |       |